# ミネアポリス・セント・ポール・アンド・スー・セント・マリー鉄道
ミネアポリス・セント・ポール・アンド・スー・セント・マリー鉄道（ミネアポリス・セント・ポール・アンド・スー・セント・マリーてつどう、Minneapolis, St. Paul and Sault Ste. Marie Railroad、略称MStP&SSM）はかつて アメリカ合衆国中西部に存在した一級鉄道である。報告記号はSOO。カナダ太平洋鉄道（CP）の子会社である。正式名称の Saultの音から、スー・ラインと呼ばれた。以下、現SOOと区別するために、本鉄道を便宜的にMStP&SSMと記すが、略称として使用されていたのはSOOであることに注意されたい。
1961年1月1日 に他のCPの子会社、すなわちダルース・サウス・ショア・アンド・アトランティック鉄道（DSS&A）とウィスコンシン・セントラル鉄道（WC）と合併し、スー・ライン鉄道（SOO）となった。
時が経つにつれ、MStP&SSMの機関車はMStP&SSMの塗装パターンからCPのそれに塗り替えられつつある。

## 旅客サービス
MStP&SSMが結んでいたルートの一部、イリノイ州シカゴとミネソタ州ミネアポリスとの間では、競合する鉄道がいくつもあった。すなわち、ミルウォーキー鉄道（MILW）、シカゴ・アンド・ノース・ウェスタン鉄道（C&NW）、シカゴ・バーリントン・アンド・クインシー鉄道（CB&Q）である。また、ウィスコンシン州ミルウォーキーに直結していたわけでもなかった。そのため、MStP&SSMは旅客輸送において大きな実績をあげることはなかった。
MStP&SSMが運行していた旅客列車は以下の通りである。
- レーカー - シカゴ・グランド・セントラル駅とミネソタ州ダルース・ウィスコンシン州スペリオルの双子港、そしてミネアポリス・ミネソタ州セントポールの双子都市とを結んでいた夜行列車。1959年まではウィスコンシン州アシュランドとも結んでいた。1965年1月15日廃止。
- ウィニペガー - 双子都市とカナダのマニトバ州ウィニペグとを結んでいた夜行列車。1967年5月廃止。
- 双子都市とカナダ西部を結んでいた列車。1920年代から1930年代、MStP&SSMはCPとともにシカゴとカナダのブリティッシュコロンビア州バンクーバーとを結んでいたスー・パシフィックを夏期のみ運行していた。のちにマウンテニアとなり、1960年代には双子都市からバンクーバー間に縮小された。夏期以外は双子都市とカナダサスカチュワン州ムース・ジョーとを結ぶスー・ドミニオンとなった。ムース・ジョーではCPが運行する同名の大陸横断列車に併結された。
- ミネアポリスとミシガン州スーセントマリーとを結んでいた夜行列車。1959年廃止。

その他に、シカゴ－ミネアポリス・セントポール、ダルース・スペリオル－ミネアポリス・セントポール、ダルース－ミネソタ州シーフ・リバー・フォールズ、そしてマウンテニアを補完する夏期のみ運行する列車があった。

## 社長[1]
- ウィリアム・D・ウォシュバーン（William D. Washburn）, 1883–1889.
- トーマス・ローリー（Thomas Lowry）, 1889–1890, 1892–1909.
- F・N・フィニー（F. N. Finney）, 1890–1892.
- エドモンド・ペニントン（Edmund Pennington）, 1909–1922.
- G・R・ハンティントン（G. R. Huntingdon）, 1922–1923.
- C・T・ジェフレイ（C. T. Jaffray）, 1924–1937.
- G・W・ウェブスター（G. W. Webster）, 1937–1944.
- H・C・グルート（H. C. Grout）, 1944–1949.
- アレン・マクナマラ（G. Allen MacNamara）, 1950–1960.

## 年表
- 1883年9月29日 - 穀倉地帯の集積地であるミネアポリスの製粉所のオーナーたちが穀物をシカゴへ輸送するために共同でミネアポリス・スー・セント・マリー・アンド・アトランティック鉄道（MSSM&A）を設立。
- 1888年6月11日 - CPがMSSM&Aの経営権を得て、ミネアポリス・アンド・パシフィック鉄道、ミネアポリス・アンド・セント・クロワ鉄道、アバーディーン・ビスマルク・アンド・ノース・ウェスタン鉄道と統合し、MStP&SSMとする。
- 1904年 - MStP&SSMはビスマルク・ウォシュバーン・アンド・グレート・フォールズ鉄道を吸収。
- 1908年 - MStP&SSMはウィスコンシン・セントラル鉄道（WC）の株式の大半を取得。翌年より99年間契約でリース開始。
- 1910年 - MStP&SSMはクユナ・アイアン・レンジ鉄道を吸収。
- 1913年 - MStP&SSMはミネソタ・ノースウェスタン電気鉄道とフェアモント・アンド・ベブレン鉄道を吸収。
- 1921年 - MStP&SSMはウィスコンシン・アンド・ノーザン鉄道を吸収。
- 1932年 - WCが管財下に入る。
- 1937年12月31日 - MStP&SSMは破産。
- 1944年 - WC破産。同年9月、MStP&SSMは組織が再編され、会社名が「～レールウェイ」から「レールロード」に変わった。
- 1953年 - バレー・シティ・ストリート・アンド・インターアーバン鉄道がMStP&SSMに売られてきた。
- 1954年 - WCが破産から立ち直り、会社名は「～レールウェイ」から「～レールロード」と変わった。
- 1961年1月1日 - MStP&SSMとWC、ダルース・サウス・ショア・アンド・アトランティック鉄道（DSS&A）とを統合し、新たにスー・ライン鉄道（報告記号は同じくSOO）となる。